# Chirodropus gorilla
Chirodropus gorilla is een tropische kubuskwal uit de familie Chirodropidae. De kwal komt uit het geslacht Chirodropus. Chirodropus gorilla werd in 1880 voor het eerst wetenschappelijk beschreven door Haeckel. 